# Juulia Turkkila
Juulia Turkkila (* 3. November 1994 in Helsinki) ist eine finnische Eiskunstläuferin. Sie läuft im Eistanz mit Matthias Versluis und ist vierfache finnische Meisterin (2019, 2022–2024) sowie Bronzemedaillengewinnerin der Europameisterschaften 2023.

## Leben

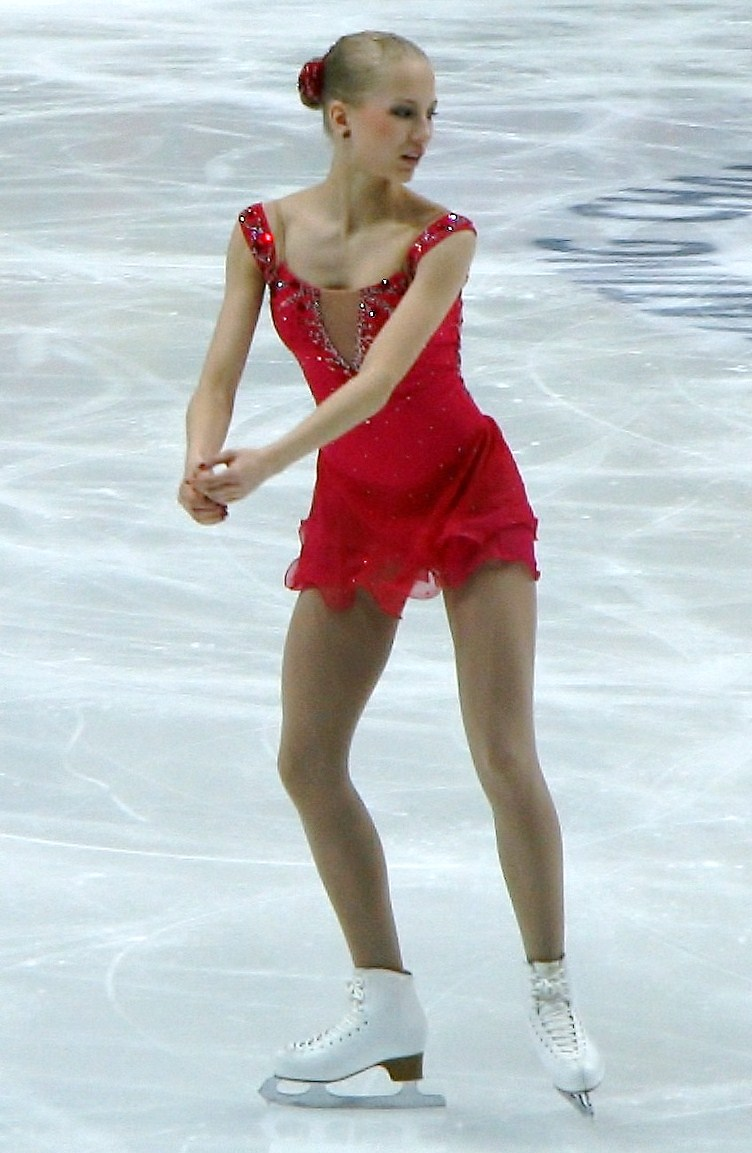
Juulia Turkkila (2011)

Im Alter von sechs Jahren begann sie mit ihrer Ballettausbildung an der Finnischen Nationaloper. Im selben Alter erlernte sie auch das Eislaufen. Nach dem Abitur entschied sie sich für ein Studium der Wirtschaftswissenschaften an der Aalto University.
In der Saison 2010/11 nahm sie im Einzel erstmals an den Europameisterschaften (Rang 15) und den Weltmeisterschaften (Rang 20) teil. Als Einzelläuferin wurde sie 2012 nordische und 2014 finnische Meisterin. Sie nahm an acht ISU-Meisterschaften im letzten Segment teil und erzielte ihr bestes Ergebnis, den 12. Platz, bei den Europameisterschaften 2014.
Anfang 2016 wechselte sie vom Einzellauf zu Eistanz und seit der Saison 2016/17 tanzt sie mit ihrem Landsmann Matthias Versluis.
2021 gewann sie mit Versluis die Nebelhorn Trophy. Bei ihrer ersten Teilnahme an den Olympischen Spielen 2022 in Peking erreichte sie mit ihrem Tanzpartner den 15. Gesamtrang im Eistanz.